# Virgen de la Antigua

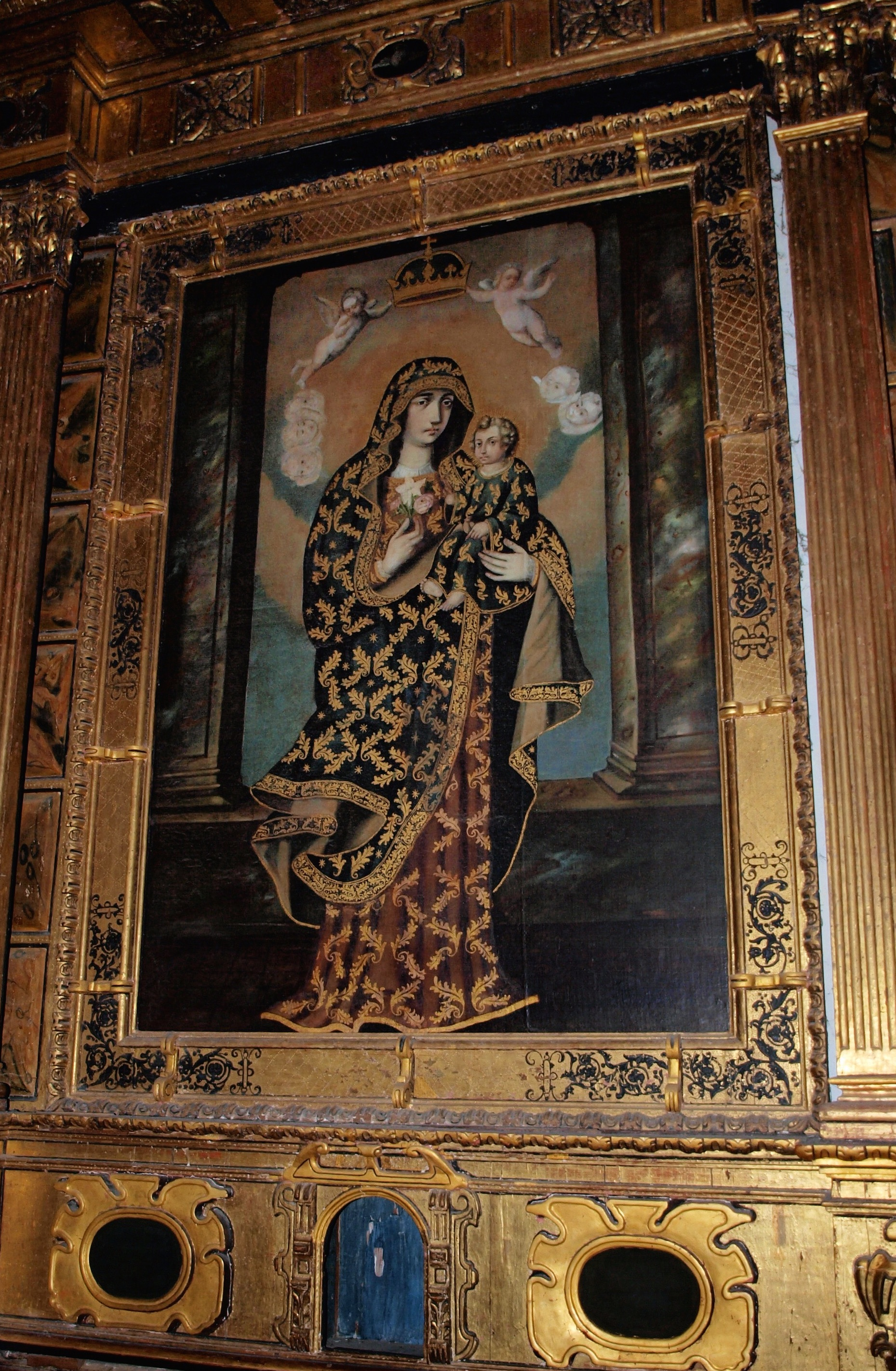
Altar de la Virgen de la Antigua. Catedral de Tlaxcala, México.

La Virgen de la Antigua es una advocación de la Virgen María. Suele representarse a la Virgen con el Niño Jesús y una rosa blanca. Esta imagen se encuentra en la Catedral de Sevilla, Andalucía, España. Probablemente se trate de una advocación castellano-leonesa de la Edad Media. Es patrona de Panamá y de la Diócesis de Apartadó.

## Historia
Existe una teoría, posiblemente elaborada a posteriori, que dice que la advocación de "la Antigua" fue creada por el papa san Silvestre en el siglo IV y que el nombre viene dado porque María es la consumación de las profecías del Antiguo Testamento.
En el sur de la provincia de León se encuentra el pueblo de La Antigua, que tiene una iglesia dedicada a la Virgen con esta advocación. En este templo hay una talla de la Virgen de la Antigua del siglo XII. El pueblo es mencionado a partir del siglo IX. Aunque en la Edad Media se le llamó "Santa María de la Antique" y "Santa María de la Antigua", a partir del siglo XV empezó a ser referido como simplemente como La Antigua.
La Vía de la Plata comunica la provincia de León con las ciudades de Mérida y Sevilla, a donde pudo difundirse la advocación. En 1510 Núñez de Balboa, hijo de un hidalgo leonés, fundó la ciudad de Santa María la Antigua del Darién en el continente americano.
Otros estudios y autores de literatura piadosa hispalense de los siglos XVI, XVII y XVIII situaron a la Virgen de la Antigua de la Catedral de Sevilla en tiempos muy remotos. Se llegó a argumentar que en la zona donde estaba la catedral hubo un templo paleocristiano de la época romana y que esta Virgen pertenecía a dicho templo. De este modo, la Virgen se conectaba con las primeras efigies de María. Otra teoría decía que la Virgen era un retrato de Venus que se encontraba en un templo romano a esta diosa, y que la pintura fue retocada por los ángeles en la época visigoda o islámica. Según esta teoría, la catedral habría sido primero un templo a Venus y que luego se transformó en una iglesia cristiana dedicada a la Virgen de la Antigua. Esto fue desmentido en el siglo XVIII por el sacerdote Flórez en la obra España sagrada. Flórez destacó que la catedral siempre había estado dedicada a la Virgen de la Sede.
Otra teoría dice que hubo una capilla visigoda decorada con esta Virgen de la Antigua y que, cuando se produjo la invasión musulmana en el 711, se escondió con un tabique por delante. De este modo, habría permanecido oculta hasta la reconquista de Sevilla en el año 1248 por Fernando III de Castilla. Entonces se descubrió esta capilla y en 1578 se tomó el muro en que estaba pintada esta Virgen para su traslado al lugar en donde está actualmente. Este tipo de teorías sobre el origen de la Virgen se mantuvieron hasta el siglo XX.
El historiador del arte José Gudiol Ricart fue el primero que estipuló que la Virgen de la Antigua se había pintado a comienzos del siglo XV. La teoría de Gudiol se basa, sobre todo, en que abajo y a un lado de la Virgen hay pintada una mujer orante. Esta figura podría ser un retrato de Leonor de Albuquerque, esposa del militar Fernando de Antequera, pintado entre 1410 y 1416. Hay autores que han dicho que, en el otro lado de la Virgen, también había una pequeña pintura de un Fernando de Antequera orante, pero las primeras copias de esta obra y los análisis realizados en la restauración de 1991 desmienten esta teoría.
En el siglo XII ya existía en Medina del Campo una iglesia llamada "de la Antigua". Se cree que Fernando de Antequera estuvo vinculado a un templo a esta advocación mariana en Medina del Campo y que fundó una Orden de la Virgen de la Antigua en 1403, que posiblemente se vinculase a posteriori con la Orden de la Jarra y la Azucena fundada por Fernando en 1410. Parece evidente, pues, que esta advocación existía en Castilla antes de estar presente en Sevilla a comienzos del siglo XV. Según el sacerdote Gabriel de Aranda, la imagen de la Virgen de Sevilla es anterior, y el dibujo de Leonor rezando se debe a que en 1416, tras la muerte de Fernando, su esposa, que era muy devota de esta Virgen, se hizo retratar a sus pies.
José María Medianero Hernández ha datado esta pintura de entre 1425 y 1450. Se basa en que, aunque la imagen tiene reminiscencias bizantinas y franco-góticas, la impronta italo-gótica es muy clara, y este movimiento se desarrolló en Sevilla sobre todo en esa época. La pintura fue retocada en 1497 por Gonzalo Díaz. Posteriormente, fue retocada entre 1547 y 1548 por Antón Pérez.
Lo cierto es que la Virgen se pintó en el siglo XV en un muro de la antaño mezquita. Cuando la mezquita almohade fue derribada a comienzos del siglo XV se preservó en su lugar ese lienzo de muro. Este trozo de pared, de 18 toneladas, fue trasladado por el arquitecto Asensio de Maeda a la capilla actual en una obra que tuvo lugar entre agosto de 1576 y noviembre de 1578. El instrumento usado para el traslado era una especie de grúa con cuerdas y poleas, y para su manejo se contrató a maestres, contramestres y hombres de mar, que sabían manejar los artilugios con cuerdas usados en los barcos.

## Iconografía

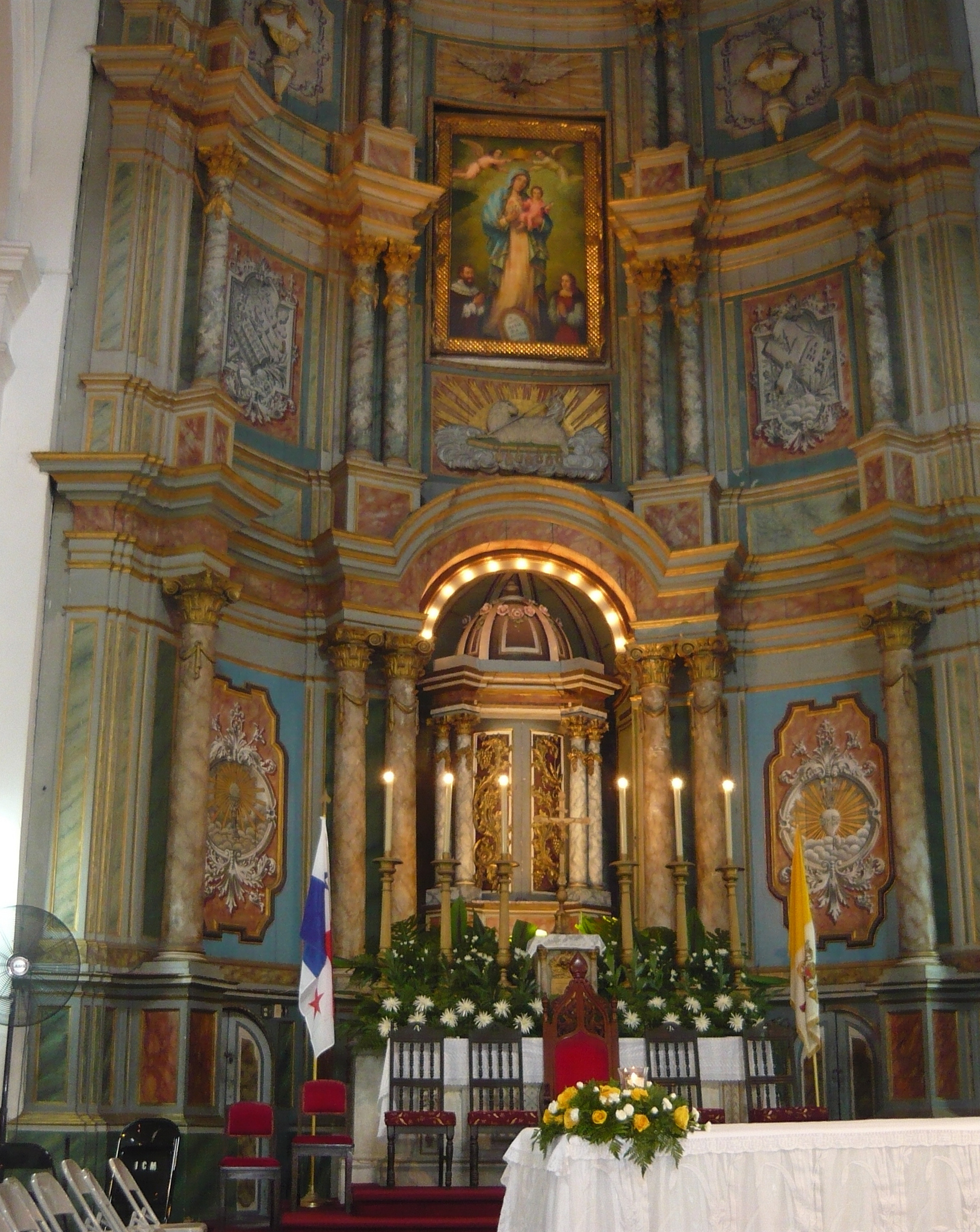
Imagen de Santa María la Antigua en la parte superior del presbiterio. Catedral Metropolitana de Panamá.

El mural donde está la Virgen de la Catedral de Sevilla mide 3,21 m de altura por 1,16 de anchura y tiene una superficie cóncava.
La virgen de la Catedral de Sevilla cuenta con una túnica blanca, así como un manto que cobre su cabeza y hombros. La tela de la túnica y del manto son blancas y decoradas con motivos vegetales de color dorado. En envés del manto es de franjas oscuras y doradas. El cuello de la túnica de la Virgen es curvilíneo. Con una mano sostiene una rosa blanca y con la otra a un Niño Jesús. El niño tiene una túnica oscura con detalles vegetales dorados. La Virgen sostiene al niño por encima de la cadera, junto a su pecho. La túnica del Niño tiene un cuello acabado en punta poco pronunciado. Tanto la Virgen como el Niño aparecen con áura. En la parte superior hay un ángel con un letrero que dice Ecce María venit y, algo más abajo, hay otros dos ángeles que sostienen una corona sobre la cabeza de la Virgen. El niño Jesús tiene una corona. Esta Virgen fue coronada canónicamente en 1929.
Otras representaciones de esta advocación presentan siempre a la Virgen en pie con el niño sosteniendo una rosa, aunque la ropa no siempre coincide. Las áuras, los ángeles y las coronas no siempre están presentes en las representaciones de esta advocación.

## Devoción
La advocación se ha extendido por Europa y América, y está presente en numerosos países.

### España
Los franciscanos de la Casa Grande de San Francisco de Sevilla tenían una Virgen con esta advocación.
Esta Virgen también está en la capilla del palacio Gótico del Real Alcázar de Sevilla. Hay otra en el hospital del Pozo Santo de Sevilla. En 1995 se inauguró en el barrio de Sevilla Este la parroquia de Nuestra Señora de la Antigua y Beato Marcelo Spínola.
En la ciudad de Sevilla hay algunas vírgenes claramente inspiradas en la de la Antigua, pero que tienen otra advocación. Se pueden citar como ejemplos la Virgen del Coral de la parroquia de San Ildefonso o la Virgen de Rocamador de la parroquia de San Lorenzo.
En la provincia de Sevilla hay una en el monasterio de San Isidoro del Campo de Santiponce.
La advocación está representada en la iglesia del colegio de Nuestra Señora de la Antigua de Monforte de Lemos, en Lugo, Galicia. Esto se debe a que el cardenal Rodrigo de Castro Osorio, arzobispo de Sevilla, era devoto de esta Virgen y fundó este colegio gallego en el siglo XVI. Francisco de Moure realizó una pintura y una escultura de esta Virgen.
En las islas Canarias podemos encontrar esta advocación en la Catedral de Las Palmas de Gran Canaria; en la iglesia de Nuestra Señora de la Antigua de la localidad de Antigua, Fuerteventura; y en la iglesia de la Concepción de Los Realejos, Tenerife. Esta última, es un lienzo donado por Ana de Castro Navarro y fechado en 1678.
Es patrona de El Casar, donde es titular de una cofradía fundada en 1621. También es patrona de Guadalajara está el Santuario de la Antigua, que alberga a la Virgen de esta advocación.
También es patrona y, en algunos casos, tiene iglesias con su nombre en Alberite, Almuñécar, Almensilla, Navacepeda de Tormes, Fuentesaúco, La Haba, La Umbría, Hinojosa del Duque, Lequeitio, Melque de Cercos, Mestanza, Mora, Morata de Tajuña, Nechite, Quintanarraya, Ribota, Santa Maria de la Isla, Villanueva de los Infantes, Villarta de los Montes, Ondárroa, Orduña, Cerezo de Río Tirón, Cebolla y Mota del Cuervo.
Al ser Sevilla Puerto de Indias entre los siglos XVI y XVIII, estuvo presente en estandartes, medallas y otros elementos de los navengantes y conquistadores. Existen muchas leyendas que vinculan a Colón, Hernán Cortes, Alonso de Ojeda o Pizarro con esta Virgen. Quizás la más conocida es la que dice que esta fue la Virgen a la que rezó la tripulación de la expedición de Fernando de Magallanes en 1519. Dicha expedición terminaría por dar la vuelta al mundo comandada por Juan Sebastián Elcano. Al regresar a Sevilla, en 1522, Elcano y los hombres que quedaban vivos de la tripulación volverían a rezar ante esta Virgen.

#### Iglesias, ermitas y capillas
Esta advocación es en los nombres de las iglesias de España.
- Iglesia de Nuestra Señora de la Antigua (siglo XII), La Antigua (León)
- Capilla de Nuestra Señora de la Antigua, Catedral de Granada
- Capilla de Nuestra Señora de la Antigua, Catedral de Sevilla
- Capilla de Nuestra Señora de la Antigua, Catedral de Canarias
- Colegio de Nuestra Señora de la Antigua (de los escolapios), Monforte de Lemos[28]
- Iglesia de Santa María la Antigua, Valladolid
- Iglesia de Nuestra Señora de la Antigua, Mérida
- Iglesia de Santa María la Real y Antigua, Gamonal (Burgos)
- Ermita de la Virgen de la Antigua, Fuentesaúco
- Ermita de la Virgen de la Antigua, Melque de Cercos
- Ermita de San Illán, Veneración de la Virgen de la Antigua, Cebolla
- Ermita de la Virgen de la Antigua, Alcaudete.
- Ermita de Ntra. Sra. de la Antigua, Navacepeda de Tormes
- Ermita de la Virgen de la Antigua, Mora
- Iglesia de Nuestra Señora de la Antigua, Siruela
- Iglesia de Santa María de la Antigua, Vicálvaro
- Ermita de la Virgen de la Antigua, Morata de Tajuña
- Altar de Nuestra Señora de la Antigua, Colegiata de Belmonte (Cuenca)
- Capilla de Nuestra Señora de la Antigua, El Casar
- Santuario de la Virgen de la Antigua, Hinojosa del Duque
- Ermita de Nuestra Señora de la Antigua, La Haba[29]
- Santuario de la Virgen de la Antigua, Guadalajara
- Ermita de Santa María de la Antigua, Quintanarraya
- Ermita Nuestra Señora de la Antigua, Villarta de los Montes, donde también da nombre al colegio local
- Santuario de Nuestra Señora de la Antigua Orduña
- Ermita de Nuestra Señora de la Antigua, Ribota
- Santuario de Nuestra Señora de la Antigua, Ciudad Real
- Ermita de Nuestra Señora de la Antigua de Manjavacas, Mota del Cuervo
- Iglesia de Santa María de la Antigua, Almensilla
- Ermita de Nuestra Señora del Dulce Nombre de María de la Antigua, Madrid
- Santuario de Nuestra Señora de la Antigua, Villanueva de los Infantes
- Capilla de Nuestra Señora de la Antiga, Blanes
- Capilla Virgen de la Antigua, Huelva

### América

#### Panamá y Colombia

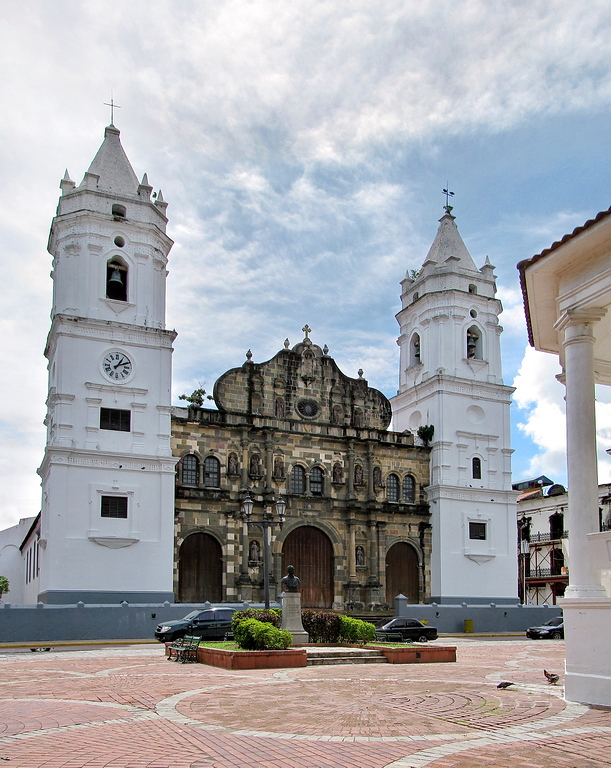
Basílica Santa María La Antigua de la Ciudad de Panamá

El hidalgo Álvaro Núñez, padre del conquistador extremeño Vasco Nuñez de Balboa, era de Villafranca del Bierzo, en la provincia de León. En 1510 Nuñez de Balboa fundó la ciudad de Santa María la Antigua del Darién en un emplazamiento que actualmente se ubica en Colombia, cerca de la frontera con Panamá, en el Departamento del Chocó. Fue la primera ciudad del continente americano, ya que el resto se encontraban en las Antillas.
La diócesis fue creada por el papa León X el 9 de septiembre de 1513 con la Bula Pastoralís Offici Debítum, siendo su primer obispo fray Juan de Quevedo, franciscano. En 1524, el segundo obispo, el dominico fray Vicente Peraza, trasladó la sede de esta diócesis a la recién fundada Ciudad de Panamá, a orillas del Pacífico. La Ciudad de Panamá fue incendiada en 1671 por el pirata Henry Morgan y reedificada, junto al poblado de Ancón, en 1673. La patrona de la Catedral Metropolitana de Panamá, como consta en la bula de creación de 1513, es Santa María la Antigua. En 1925 la diócesis de Darién pasó a ser un vicariato apostólico. Da su nombre a una universidad católica del país: la Universidad Católica Santa María La Antigua.
El 9 de septiembre de 2000, la Virgen de la Antigua fue nombrada patrona de la República de Panamá por la Conferencia Episcopal Panameña. El 27 de febrero de 2001, Juan Pablo II confirmó este patronazgo. En el siglo XXI aumentó la devoción a Santa María Antigua.
Asimismo, hubo una Virgen de la Antigua en la iglesia de Santo Domingo de Bogotá y otra pintada por Angelico Medoro para la iglesia de San Francisco de Tunja. Aunque no se conservan, sí existe una copia de la de la iglesia de San Francisco en la parroquia de Chivirí o Nuevo Colón. Esta copia fue realizada, probablemente, por franciscanos que venían del convento Casa Grande de San Francisco de Sevilla, donde había una Virgen con esta advocación.

#### República Dominicana
En República Dominicana hay tres esculturas de esta Virgen. La Catedral de Santo Domingo tiene dos vírgenes con esta advocación. La primera fue realizada en Sevilla en torno a 1520 y se encuentra junto a la puerta de San Pedro o del Perdón. Es una pintura sobre tabla realizada probablemente en Sevilla en torno a 1520. En 1857 el Gobierno Dominicano se la regaló a la reina Isabel II. Se restauró en Madrid e Isabel ordenó devolverla a Santo Domingo como señal de afecto en 1862. La segunda se encuentra cerca del presbiterio, al fondo de la nave derecha, y es del siglo XVIII. En la Catedral de La Vega hay una Virgen con esta advocación que probablemente fuese realizada en México en el siglo XVIII.

#### Antigua
La isla de Antigua, de la República de Antigua y Barbuda, fue nombrada así por Cristóbal Colón 1493 por esta Virgen.

#### México

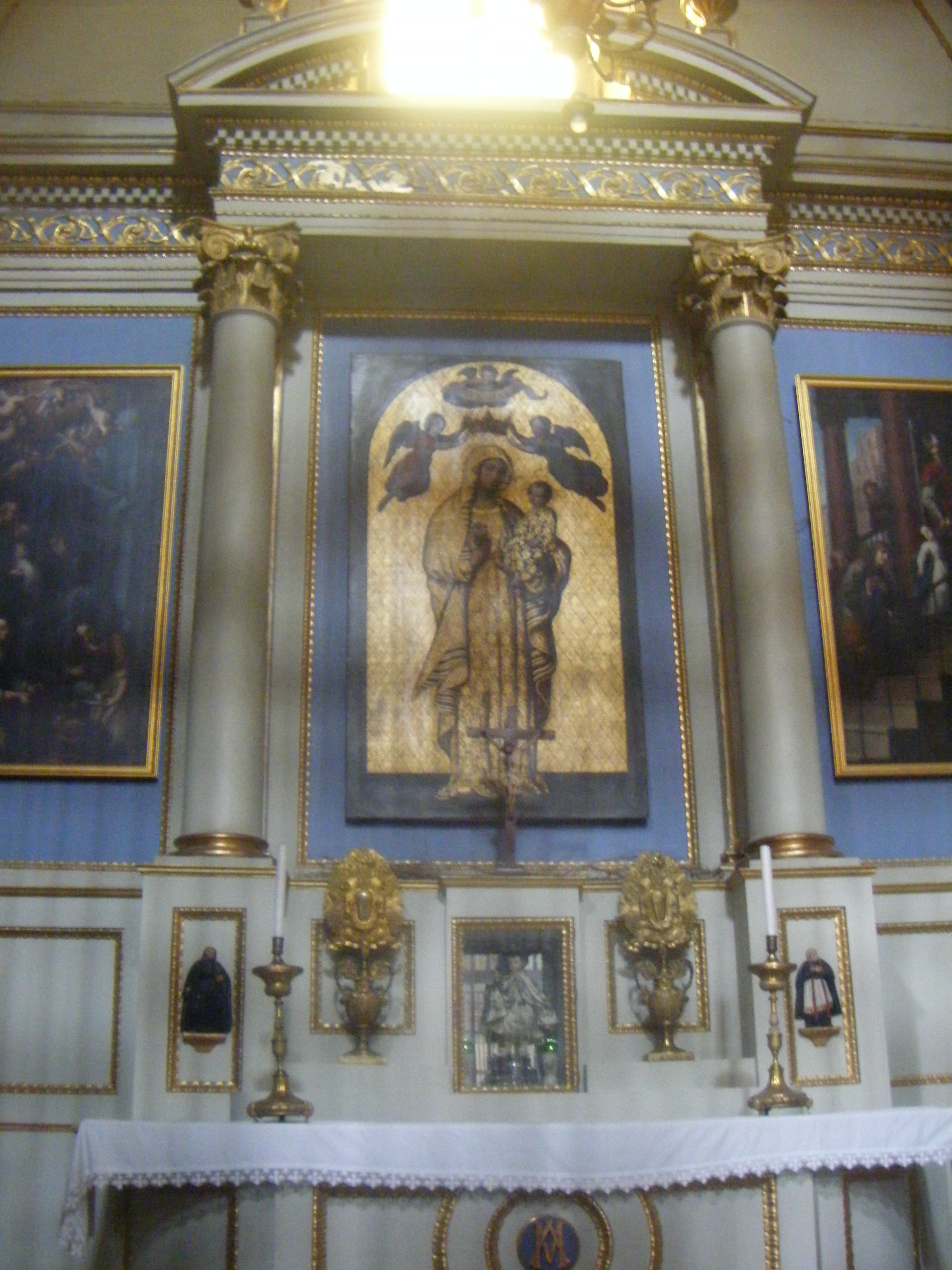
Virgen de la Antigua de la Catedral de México.

En la Catedral de México hay una capilla dedicada a esta Virgen en la nave de la epístola. Esta capilla se realizó en 1651. Esta catedral también conserva una imagen de la Virgen de la Antigua de plata.

#### Bolivia
En Bolivia hay una Virgen de la Antigua del siglo XVI en el convento de Santa Mónica de Potosí.

#### Perú
En Perú hay una Virgen de la Antigua realizada en Sevilla en 1545 en la capilla de los Reyes de la Catedral de Lima. La Real Universidad de Lima entregaba los doctorados frente a este retablo. En la actualidad es patrona de la Universidad Nacional Mayor de San Marcos. En Perú hay muchas copias de una Virgen de la Antigua que estaba en la Catedral de Cuzco.

### Asia

#### Filipinas
Se hicieron copias para Filipinas, donde pasó a ser conocida como la Virgen de Sevilla.

#### Japón
En Japón se desarrolló el arte namban, desarrollado con técnicas occidentales por los propios japoneses. Hubo una etapa con ciertas influencias cristianas denominada Siglo Cristiano o Época Cristiana, entre 1550 y 1640. Entre los jesuitas que evangelizaron en Asia hubo jesuitas portugueses y españoles que llevaron la advocación de la Virgen de la Antigua. El modelo primordial para desarrollar la imagen de la Virgen de la Antigua en Japón fue un modelo realizado por Hieronymus Wierix y editado por Philipe Galle en el siglo XVI. El colegio jesuita de Arie, en la península de Shimbabara, hizo una Virgen de la Antigua basada en este modelo que hoy se conserva en la iglesia de Ōura, Nagasaki. En la colección de la Universidad de Kioto hay una obra titulada María y los quince misterios del rosario, donde una de las imágenes está inspirada en la Virgen de la Antigua.